# Liste der Staatsstraßen in Italien
Die Liste der Staatsstraßen in Italien führt alle Staatsstraßen (Strada Statale) Italiens auf.

## Farblegende
|  | Nummer nicht mehr vorhanden, weil Straße komplett zu einer Autobahn heraufgestuft      |
|  | Staatsstraße komplett heruntergestuft (zur Regional-, Provinzial- bzw. Gemeindestraße) |
|  | Nummer nicht mehr vorhanden (Änderung, anderer Verlauf etc.)                           |
|  | Nummer nicht mehr vorhanden wegen Staatsgrenzenveränderungen                           |

### SS1 – SS100
| SS 1 SS 1 var SS 1 var/A SS 1 dir SS 1 dir/A SS 1 racc SS 1 bis SS 1 ter | SS 2 SS 2 dir SS 2 bis                                                      | SS 3 SS 3 bis SS 3 bis/racc SS 3 ter    | SS 4 SS 4 dir SS 4 racc SS 4 bis                             | SS 5 SS 5 dir SS 5 dir/A SS 5 racc SS 5 bis SS 5 bis/dir SS 5 ter SS 5 quater SS 5 quater/dir | SS 6 SS 6 dir                                                                       | SS 7 SS 7 racc SS 7 racc/bis SS 7 racc/ter SS 7 racc/A SS 7 bis SS 7 bis/dir SS 7 ter SS 7 quater SS 7 quater/dir SS 7 dir/A SS 7 dir/B SS 7 dir/C SS 7 var SS 7 var/A SS 7 var/B | SS 8 SS 8 bis                                                                              | SS 9 SS 9 racc SS 9 bis SS 9 ter SS 9 dir SS 9 var SS 9 var/A | SS 10                                    |
| SS 11                                                                    | SS 12 SS 12 radd SS 12 radd/bis SS 12 dir SS 12 var SS 12 var/A SS 12 var/B | SS 13 SS 13 racc                        | SS 14 SS 14 racc SS 14 bis SS 14 var SS 14 var/A SS 14 var/B | SS 15 SS 15 racc SS 15 dir                                                                    | SS 16 SS 16 bis SS 16 ter SS 16 dir/A SS 16 dir/B SS 16 dir/C SS 16 var SS 16 var/A | SS 17 SS 17 racc SS 17 bis SS 17 bis-dir/A SS 17 bis-dir/B SS 17 bis-dir/C SS 17 ter SS 17 var SS 17 var/A                                                                        | SS 18 SS 18 racc SS 18 racc/bis SS 18 racc/ter SS 18 dir SS 18 dir/A SS 18 dir/B SS 18 var | SS 19 SS 19 bis SS 19 ter SS 19 quater SS 19 dir              | SS 20                                    |
| SS 21                                                                    | SS 22                                                                       | SS 23                                   | SS 24                                                        | SS 25 SS 25 radd                                                                              | SS 26 SS 26 dir                                                                     | SS 27 SS 27 var | SS 28 SS 28 bis SS 28 dir SS 28 var SS 28 var/A                                            | SS 29 SS 29 racc SS 29 var                                    | SS 30                                    |
| SS 31 SS 31 bis                                                          | SS 32 SS 32 dir                                                             | SS 33 SS 33 racc                        | SS 34                                                        | SS 35 SS 35 bis SS 35 dir                                                                     | SS 36 SS 36 racc SS 36 dir                                                          | SS 37 | SS 38 SS 38 dir SS 38 dir/A SS 38 dir/B SS 38 var                                          | SS 39                                                         | SS 40                                    |
| SS 41                                                                    | SS 42                                                                       | SS 43 SS 43 dir SS 43 dir/A             | SS 44 SS 44 bis                                              | SS 45 SS 45 bis SS 45 bis/dir SS 45 ter SS 45 var                                             | SS 46 SS 46 dir                                                                     | SS 47 SS 47 racc | SS 48 SS 48 bis                                                                            | SS 49 SS 49 bis                                               | SS 50 SS 50 racc SS 50 bis SS 50 bis/var |
| SS 51 SS 51 racc SS 51 bis                                               | SS 52 SS 52 racc SS 52 bis                                                  | SS 53                                   | SS 54 SS 54 dir                                              | SS 55                                                                                         |                                                                                     | | SS 58                                                                                      |                                                               | SS 60                                    |
| SS 61                                                                    | SS 62                                                                       | SS 63                                   | SS 64 SS 64 var SS 64 var/A                                  | SS 65                                                                                         | SS 66                                                                               | SS 67 SS 67 bis SS 67 var | SS 68                                                                                      |                                                               |                                          |
| SS 71                                                                    | SS 72                                                                       | SS 73 SS 73 bis SS 73 var SS 73 bis/var |                                                              | SS 75                                                                                         | SS 76 SS 76 dir                                                                     | SS 77 SS 77 var |                                                                                            | SS 79 SS 79 bis                                               | SS 80 SS 80 racc SS 80 var               |
| SS 81                                                                    |                                                                             | SS 83                                   | SS 84                                                        | SS 85 SS 85 var                                                                               |                                                                                     | SS 87 |                                                                                            | SS 89 SS 89 dir/B                                             | SS 90 SS 90 bis SS 90 dir                |
| SS 91 SS 91 racc                                                         | SS 92                                                                       | SS 93                                   | SS 94 SS 94 dir                                              | SS 95 SS 95 var                                                                               | SS 96 SS 96 bis                                                                     | |                                                                                            | SS 99                                                         | SS 100                                   |

### SS101 – SS200
| SS 101                                        |                              |                   |                   |                                                         | SS 106 SS 106 radd SS 106 dir SS 106 var SS 106 var/A SS 106 var/B SS 106 var/C | SS 107 SS 107 dir/A SS 107 dir/B | SS 108 bis                       | SS 109 SS 109 bis SS 109 bis/dir SS 109 bis-dir/A |                    |
|                                               |                              | SS 113 SS 113 dir | SS 114 SS 114 dir | SS 115 SS 115 ter SS 115 quater SS 115 dir SS 115 dir/A | SS 116                                                                          | SS 117 SS 117 bis SS 117 ter     | SS 118                           | SS 119 SS 119 dir                                 | SS 120 SS 120 racc |
| SS 121                                        | SS 122 SS 122 bis SS 122 ter | SS 123            | SS 124            | SS 125 SS 125 dir SS 125 var                            | SS 126 SS 126 dir                                                               | SS 127 SS 127 bis                | SS 128 SS 128 bis                | SS 129 SS 129 bis                                 | SS 130 SS 130 dir  |
| SS 131 SS 131 bis SS 131 dir SS 131 dir/centr | SS 132                       | SS 133 SS 133 bis | SS 134            |                                                         |                                                                                 |                                  |                                  |                                                   |                    |
|                                               |                              |                   |                   | SS 145 SS 145 var                                       |                                                                                 |                                  |                                  |                                                   | SS 150             |
|                                               |                              | SS 153            |                   |                                                         |                                                                                 |                                  | SS 158                           |                                                   |                    |
|                                               |                              | SS 163            |                   |                                                         | SS 166                                                                          |                                  |                                  | SS 169                                            | SS 170 dir/A       |
|                                               | SS 172 SS 172 dir            |                   |                   |                                                         |                                                                                 | SS 177                           |                                  | SS 179 SS 179 dir                                 |                    |
|                                               | SS 182                       |                   |                   | SS 185                                                  | SS 186                                                                          | SS 187                           | SS 188 SS 188 dir/A SS 188 dir/C | SS 189                                            | SS 190             |
| SS 191                                        | SS 192                       | SS 193            | SS 194            | SS 195 SS 195 racc                                      | SS 196 SS 196 dir                                                               | SS 197                           | SS 198                           | SS 199                                            | SS 200             |

### SS201 – SS300
| SS 201                                    | SS 202 SS 202 dir |                              |        | SS 205 |        |        |                    |        |                              |
|                                           | SS 212 SS 212 var |                              |        |        |        |        |                    | SS 219 |                              |
|                                           |                   | SS 223                       |        |        |        |        |                    |        |                              |
| SS 231                                    |                   | SS 233                       |        |        |        |        |                    | SS 239 | SS 240 SS 240 dir SS 240 var |
| SS 241                                    | SS 242            | SS 243                       |        |        | SS 246 |        |                    | SS 249 |                              |
|                                           |                   |                              |        |        |        |        |                    |        | SS 260                       |
|                                           |                   |                              |        |        |        |        | SS 268 SS 268 racc |        |                              |
|                                           | SS 272            |                              | SS 274 | SS 275 | SS 276 |        |                    |        | SS 280 SS 280 dir            |
|                                           |                   | SS 283 SS 283 dir SS 283 var | SS 284 | SS 285 | SS 286 | SS 287 | SS 288             | SS 289 | SS 290                       |
| SS 291 SS 291 dir SS 291 var SS 291 var/A | SS 292 SS 292 dir | SS 293                       |        | SS 295 |        |        |                    |        |                              |

### SS301 – SS400
| SS 301 |        | SS 303 |        |                   |                                |        |                   | SS 309 SS 309 dir                           |                   |
|        |        |        |        |                   |                                |        | SS 318 SS 318 dir |                                             |                   |
|        |        |        |        |                   |                                |        |                   |                                             |                   |
|        |        |        |        | SS 335 SS 335 dir | SS 336 SS 336 dir SS 336 dir/A | SS 337 |                   |                                             | SS 340 SS 340 dir |
| SS 341 | SS 342 |        | SS 344 |                   |                                |        |                   |                                             |                   |
|        |        |        |        |                   |                                |        |                   |                                             |                   |
|        |        |        |        |                   |                                |        |                   |                                             |                   |
|        | SS 372 |        |        |                   |                                |        |                   | SS 379                                      |                   |
|        |        |        |        | SS 385            | SS 386                         | SS 387 | SS 388            | SS 389 SS 389 dir/A SS 389 dir/B SS 389 var | SS 390            |
| SS 391 | SS 392 |        | SS 394 |                   |                                |        | SS 398            |                                             | SS 400            |

### SS401 – SS500
| SS 401 SS 401 dir |        | SS 403 |        |        |        | SS 407 |        | SS 409 | SS 410 SS 410 dir |
|                   |        |        |        |        |        | SS 417 |        |        |                   |
|                   |        |        |        | SS 425 |        | SS 427 |        |        |                   |
|                   |        |        | SS 434 |        |        |        |        |        |                   |
|                   | SS 442 |        |        |        |        |        | SS 448 |        |                   |
|                   |        |        |        |        |        |        |        |        |                   |
|                   |        |        |        |        | SS 466 |        |        |        |                   |
|                   |        |        |        |        |        |        |        |        |                   |
| SS 481            |        |        |        |        |        |        |        |        | SS 490            |
|                   |        |        | SS 494 |        |        |        |        |        |                   |

### SS501 – SS600
|            |  |  |        |                   |                   |                       |        |  |                   |
|            |  |  | SS 514 |                   | SS 516 SS 516 dir | SS 517 dir SS 517 var |        |  |                   |
|            |  |  |        |                   | SS 526            | SS 527                |        |  |                   |
| SS 531     |  |  | SS 534 |                   |                   | SS 537                |        |  |                   |
|            |  |  |        |                   |                   | SS 547                |        |  |                   |
|            |  |  | SS 554 |                   |                   | SS 557                |        |  | SS 560            |
| SS 561     |  |  |        |                   |                   |                       |        |  |                   |
|            |  |  |        | SS 575            | SS 576            |                       |        |  |                   |
|            |  |  |        | SS 585 SS 585 dir |                   |                       |        |  |                   |
| SS 591 bis |  |  |        |                   |                   | SS 597                | SS 598 |  | SS 600 SS 600 dir |

### SS601 – SS700
| SS 601 | SS 602            | SS 603            | SS 604 | SS 605                       | SS 606                         | SS 607                           | SS 608 | SS 609           | SS 610            |
| SS 611 | SS 612 SS 612 dir | SS 613            | SS 614 | SS 615 SS 615 dir            | SS 616 SS 616 dir              | SS 617                           | SS 618 | SS 619           | SS 620            |
| SS 621 | SS 622            | SS 623            | SS 624 | SS 625                       | SS 626 SS 626 dir              | SS 627                           | SS 628 | SS 629I SS 629II |                   |
|        |                   |                   |        |                              |                                |                                  |        |                  | SS 640 SS 640 dir |
|        |                   | SS 643            | SS 644 | SS 645                       |                                | SS 647 SS 647 dir/A SS 647 dir/B |        |                  | SS 650            |
|        | SS 652            | SS 653            |        | SS 655                       |                                |                                  | SS 658 | SS 659           | SS 660            |
|        |                   |                   |        |                              |                                |                                  |        |                  |                   |
|        | SS 672            | SS 673 SS 673 dir | SS 674 | SS 675 SS 675 bis SS 675 dir | SS 676                         | SS 677                           |        | SS 679           | SS 680            |
| SS 681 | SS 682 SS 682 dir | SS 683 SS 683 var | SS 684 | SS 685                       | SS 686                         | SS 687                           | SS 688 | SS 689           | SS 690            |
| SS 691 | SS 692            | SS 693            | SS 694 | SS 695                       | SS 696 SS 696 dir SS 696 dir/A | SS 697                           | SS 698 | SS 699           | SS 700            |

### SS701 – SS760
| SS 701 | SS 702 | SS 703                         | SS 704                                      | SS 705 SS 705 dir | SS 706 | SS 707            | SS 708 | SS 709 | SS 710 |
| SS 711 | SS 712 | SS 713 SS 713 dir SS 713 dir/A | SS 714 SS 714 dir SS 714 dir/A SS 714 dir/B | SS 715            | SS 716 | SS 717            | SS 718 |        | SS 720 |
| SS 721 | SS 722 | SS 723 SS 723 dir              | SS 724 SS 724 dir                           | SS 725            | SS 726 | SS 727 SS 727 bis |        |        | SS 730 |
| SS 731 | SS 732 | SS 733                         | SS 734                                      | SS 735            | SS 736 | SS 737            | SS 738 | SS 739 | SS 740 |
| SS 741 | SS742  | SS 743                         | SS 744                                      |                   |        |                   |        |        |        |